# 後藤真希
後藤 真希（ごとう まき、1985年（昭和60年）9月23日 - ）は、日本のタレント、歌手、YouTuber。ハロー!プロジェクトの元一員で、『モーニング娘。』の元メンバー（3期）。旧姓は同じ。結婚後の本名は非公開。愛称はごっちん、ごっつぁん、ゴマキなど。VTuberとしての活動は、ぶいごま。
血液型O型。身長158cm。体重43kg。エイベックス・マネジメント所属（2009年 - ）。
元歌手の後藤祐樹は実弟。甥は元俳優の勧修寺保都、勧修寺玲旺。姪はukkaの芹澤もあ。

## 略歴
1999年
- 8月 『モーニング娘。』第2回追加オーディションに合格し、3期メンバーに内定。
  - 本来2人追加される予定だった（1999年9月9日に9人になると発表された）が、つんく♂曰く「10年に1人の逸材」「才能が飛び抜けていた」として後藤1人が合格した。
- 9月 加入直後に発売されたシングル『LOVEマシーン』でCDデビュー[10][11]。
- 11月 保田圭・市井紗耶香と3人でグループ内ユニット「プッチモニ」としてもデビュー。シングル『ちょこっとLOVE』は110万枚の売上げを記録。

2000年
- 4月 テレビ東京にて『ハロー!モーニング。』が放送開始。初代司会者に就任。
- 10月23日 日本シリーズのテレビ中継のゲストに、同じ「モーニング娘。」の中澤裕子、飯田圭織、安倍なつみ、保田圭とともに出演。

2001年
- 3月 シングル『愛のバカやろう』でソロデビュー。オリコン初登場1位。
- 7月 - 9月 連続テレビドラマ初出演『マリア』（TBS）で、4姉妹の末っ子の役を担当。

2002年
- 9月23日 この日をもってモーニング娘。を卒業。前日の9月22日にはテレビ東京にて『生中継！後藤真希・モーニング娘。卒業！ファイナルステージ』と題した特別番組が組まれた。同番組では中山秀征・中澤裕子の2人を司会に据え、さらに夏まゆみ・市井紗耶香の2人をゲストに迎え13人での最後のテレビ出演を無観客状態の横浜アリーナから生中継で行った。
- 11月 松浦亜弥・藤本美貴とユニット「ごまっとう」を結成。シングル『SHALL WE LOVE?』をリリース。

2003年
- ミュージカル『けん&メリーのメリケン粉オンステージ!』、映画『青春ばかちん料理塾』でそれぞれ初主演。

2004年
- 10月 安倍なつみ、松浦亜弥とユニット「後浦なつみ」を結成。シングル『恋愛戦隊シツレンジャー』をリリース。

2005年
- 大河ドラマ『義経』にて、能子役で出演。
- 1月10日 「110番の日」、警視庁にて一日通信指令センター長を務め、110番通報を受けるデモンストレーションを行う。
- 10月 安倍なつみ、松浦亜弥、石川梨華とともに「DEF.DIVA」を結成、シングル『好きすぎて バカみたい』を発売。オリコン初登場1位（5つの名義での首位獲得を達成）。このユニット名で『歌笑HOTヒット10』に出演。

2006年
- 2月 急性胃腸炎を発症し、舞台『ハロ☆プロ オンステージ!』（2月15日 - 19日）を降板して休養。同21日に復帰。
- 6月 「後藤真希 SECRET LIVE」（15thシングル『ガラスのパンプス』購入者特典イベント）において、初めてライブハウスでのソロライブを行なった。
- 9月 韓国で現地のファン1200人とイベントを開催。併せて韓国で発売するベストアルバムのプロモーション活動を実施。
- 11月 韓国で自身初の海外ライブを開催。
- 12月 SanDisk（デジタルオーディオプレーヤーSansa、フラッシュメモリ製品）のイメージキャラクターに起用される。

2007年
- 1月24日 『モーニング娘。』結成10周年を記念するユニット「モーニング娘。誕生10年記念隊」に3期メンバーとして参加、シングル『僕らが生きる MY ASIA』をリリース。
- 3月13日 北京で行われた「日中スーパーライブ」（日中国交正常化35周年を記念する「日中文化・スポーツ交流年」の開幕イベント）に参加。
- 4月11日 総理大臣官邸で開催された中華人民共和国・温家宝国務院総理（首相）来日歓迎夕食会に参加し、温家宝や当時の内閣総理大臣・安倍晋三の前で「僕らが生きる MY ASIA」をソロで披露。
- 4月24日 - 30日 劇団シニアグラフィティの舞台『昭和歌謡シアター 横須賀ストーリー』で初座長を務める。
- 10月28日 ハロー！プロジェクトを卒業。

2008年
- 6月1日 事務所をアップフロントエージェンシー（現・アップフロントプロモーション）からエイベックス・エンタテインメントに移籍したこと、レコードレーベルをPICCOLO TOWNからrhythm zoneに移籍したことをそれぞれ発表。
- 6月22日 エイベックス・グループ・ホールディングス株式会社の第21回定時株主総会後のシークレットライブに出演。
- 8月24日 みなと堺グリーンひろばで開催された「a-nation'08」にシューティング・アクトとして出演。ダイアナ・キング（Diana King）のカバー曲「Shy Guy」と、後藤が自ら作詞した楽曲『Hear Me』を披露。
- 8月31日 味の素スタジアムで催された上記同公演に出演。堺公演と同様のセットリストを披露。

2009年
- 1月5日 J-WAVEの番組『PLATOn』内のコーナー「SWEET BLACK GIRLS」が放送開始。ナビゲーターを務める。
- 3月7日 東京ガールズコレクションにモデルとして出演。
- 3月8日 神戸コレクションに出演。
- 3月22日 日本ファッションウィーク (JFW) 前夜祭に出演。
- 5月 - 7月 HOUSE NATION Ruby Tourにゲスト参加。
- 8月7日 あつぎ鮎まつり前夜祭のトリで登場。 「Candy」、「TEAR DROPS」、「CRAZY IN LOVE」、「Golden LUV」を歌う。
- 8月 「a-nation'09」にシューティングアクトとして出演。愛知公演と東京公演では「Candy」と「Golden LUV」を、大阪公演では「Candy」と「Queen Bee」を歌う。
- 8月19日 「TEAR DROPS」がmixiドラマ『おんにゃ。』の主題歌に決定。
- 9月25日 「Queen Bee」が『ダウンタウンDX』の10月・11月のエンディングテーマに決定。
- 9月30日 ラジオ番組『SWEET BLACK GIRLS』が終了。
- 10月2日 「with…」がテレビ東京のドラマ『嬢王 Virgin』のエンディングテーマに使用される。
- 10月11日 高崎音楽祭 2009 Love&Live!!に出演。「Candy」、「TEAR DROPS」、「CRAZY IN LOVE」、「Golden LUV」、「with…」を歌う。
- 11月2日 自身が所属するレーベルのクラブイベント「Rhythm Nation -Night Moods-」に出演する。
- 12月12日 S Cawaii! NIGHT X'MAS PARTYに参加。
  - 公式ページによると初の女性限定イベントに出演。「Fly Away」、「With…」、「CRAZY IN LOVE」を歌う。
- 12月23日 NEXT MOVEMENT GRAND FINAL にゲストライブで参加。「Fly Away」、「CRAZY IN LOVE」を歌う。

2010年
- 1月24日 母が自宅から転落死[12]。
- 2月1日 予定していたイベントへの出演を辞退[13]。

2011年
- 6月22日 2012年1月から芸能活動を休止することを発表[14]。
- 10月17日 アメーバブログで、”510時間限定”オフィシャルブログ「後藤真希の愛言葉(VOICE)」を開設[注 1]。
- 10月19日 「綾小路翔<愛愛傘>後藤真希」として、シングル「Non stop love 夜露死苦!!」を発売。
- 11月2日 avex trax移籍後初のフルアルバム『愛言葉(VOICE)』を発売。
- 12月4日 幕張メッセにて移籍後初のソロライブ「G-Emotion FINAL」を行う。昼夜二公演で1万人を動員。この日をもって無期限の活動休止に入った。

2012年
- 3月7日 活動休止前のラスト公演を収録したライブDVD「G-Emotion FINAL 〜for you〜」を発売。
- 3月10日 日本武道館で行われたドリームモーニング娘。の公演にシークレットゲストとして出演。ドリームモーニング娘。および、モーニング娘。のメンバーとモーニング娘。の楽曲や保田圭、吉澤ひとみとプッチモニの楽曲を熱唱した。

2014年
- 4月28日 ブログ「後藤真希のブログ G-Motion」を開設し、約2年ぶりにブログを再開[15]。
- 6月16日 自身のブログにて6月25日よりスタートするにキュレーション・マガジン『Alifis』のチーフ・キュレーターに就任したことを発表、2年半ぶりに芸能活動を本格再開。
- 6月25日 『Alifis』が開始すると、同時に約2年半ぶりに芸能界に復帰を果たす。
- 6月26日 テレビ東京の開局50周年特別番組『テレ東音楽祭（初）』に、中澤裕子・石黒彩・飯田圭織・安倍なつみ・保田圭・石川梨華・吉澤ひとみとともに『“モーニング娘。OG”』として出演。「LOVEマシーン」「恋愛レボリューション21」の歌唱に参加した[16]。2011年10月に出演したTBS系音楽番組『カミスン!』以来2年8か月ぶりのテレビ出演となった[17]。
- 7月21日 3歳年下の一般人男性と結婚する予定であることがスポーツニッポンにより報道され[18]、翌22日、ブログで結婚を正式発表[19]。

2015年
- 2月22日 一般人男性との挙式・披露宴を東京近郊のホテルで行った[20][21]。
- 6月17日 自身のブログで、第1子妊娠を発表。その後の活動については、体調管理に気を付け、出来る限り頑張るとした[22][23]。
- 12月7日 第1子女児を出産[24]。

2016年
- 10月31日 自身のブログで、第2子妊娠を発表[25]。

2017年
- 3月24日 第2子男児を出産[26]。

2019年
- 3月13日 週刊文春3月21日号において、元恋人の男性との不倫が報道される。後藤の夫が相手の男性を相手取り損害賠償請求訴訟を起こしていると報じた[27]。

- 同日、ブログにて謝罪[28]。

2020年
- 4月15日 YouTubeに自らのチャンネルとして、ゲーム実況の「ゴマキのギルド」並びにライフスタイルチャンネル「ゴマキとオウキ」（現・「ゴマキとオウキ☆」）を開設[29]。
- 12月20日 OPENREC.tvにてデビュー20周年記念スペシャルオンラインイベントを開催。9年ぶりとなる単独ライブで、『モーニング娘。』の「I WISH」やソロデビュー曲の「愛のバカやろう」などを始め全8曲を披露した[30]。

2021年
- 8月5日 11月と12月に10年ぶりの有観客のソロライブが開催されることが発表された[31]。

2022年
- 8月25日 - Prime Videoオリジナル番組『ザ・マスクド・シンガー』シーズン2の優勝者となる[32]。
- 9月10日〜9月23日 - 約15年ぶりとなるライブツアー『後藤真希 LIVE TOUR 2022 歌ってみた～Songs of You and Me～』を開催[33]。
- 11月2日 - 11年ぶりのアルバム『Songs of You and Me!』を配信限定でリリース[34]。
- 12月25日 - 同じ事務所に所属する鈴木亜美とのコラボレーションクリスマスライブ『鈴木亜美 後藤真希 Xmas Talk & Live 2022』を開催[35]。

2023年
- 10月25日、VTuberとしての姿「ぶいごま」を発表した[5]。イラストレーターのななかぐらがデザインを行った[36]。

2024年
- 7月31日、デビュー25周年を記念して13年ぶりのオリジナル新曲「CLAP CLAP」を発表[37]。
- 11月29日、写真集『flos』を発売。バストトップやヘアを含む写真集の内容は大きな話題を呼び、12月時点で重版5刷が決定する売れ行きを見せた[38]。その後も売れ続け、電子版は電子写真集歴代1位の売れ行きを記録[39]。通常版も2025年5月時点で重版10刷に及んだ[40]。

2025年
- 2月9日、AKB48の千秋楽公演にサプライズスペシャルゲストとして登場しLOVEマシーンを歌唱した[41]。
- 2月23日、ハロー!プロジェクト時代にリリースした楽曲を翌24日より各サブスクリプション型（定額制）音楽ストリーミングサービスで配信開始することを発表[42]。

## エピソード
- 4人姉弟で姉2人と弟（祐樹）がおり、自身は三女である。また、家族・親族の幸せに恵まれているとは言い難い。父は1996年10月27日に祐樹と勤務先の知人の3人で向かった奥久慈男体山でのロッククライミング中に滑落死[43]。母はかつて地元で居酒屋を営み、姉夫婦に店を譲るも2009年12月に閉店[44]し、2010年1月24日に自宅の祐樹の部屋から転落死する。弟・祐樹は2007年に窃盗罪と強盗傷害罪で逮捕・起訴され実刑判決を受けるも、2012年に仮出所している。
- 公式サイトで紹介されるほどのモンスターハンターシリーズファンである。特にお気に入りは『モンスターハンター3』で、プレイ時間の総計は7000時間を超える（2013年時点）[45]。芸能活動休止後も、2013年2月にYouTubeの「カプコンチャンネル」で放送された『モンスターハンター 3G HD Ver.』の特番に登場するなど、カプコン側の要請もあってモンハン絡みのイベントだけは出演を続けている[45]。
- マスコミや一般人から「ゴマキ」と呼ばれることが多いが、本人はこれを快く思っていなかった[46][47]。

### モーニング娘。及びハロー!プロジェクト
「モーニング娘。」に加入した当初、「教育係」として市井紗耶香が就く。後藤自身は後に加護亜依の教育係となる。
「モーニング娘。」加入当時は金髪だったが、本人いわく「学校が夏休みだったから金髪に染めた」ものだったという。しかし、当然保護者や中学校、芸能プロダクションなどに苦情が殺到した。その後、皮肉にも象徴色が金色となってしまった。
「モーニング娘。」在籍中は、吉澤ひとみと仲が良く、出演番組などで2人で遊ぶことなどを話す。加入当初は、安倍なつみや矢口真里とも仲が良かった。エイベックス移籍後は、GIRL NEXT DOORの千紗との交流がある。
ハロプロ在籍時は、憧れの存在として後輩メンバーから名前を挙げられることが多かった。モーニング娘。の後輩では、紺野あさ美、田中れいな、道重さゆみ等が、後藤の名前を挙げている。
歌う時のマイクの持ち方は、左手の小指をマイクに沿わせ、平行に伸ばして持つ。松浦亜弥は、ごまっとうでこの持ち方に合わせる事になったため、苦労した。田中れいな、ジュンジュンも同じ持ち方をする。
ハロプロメンバーの中で運動神経がよい。『ハロー! モーニング。』での運動神経テストではパーフェクトの数値を記録したことがある。たとえば、腕相撲は辻希美と1・2位を争う強さで、矢口真里が両腕でやっても勝てない。本人はむしろ女性らしい体型を望み、筋肉がつくことを嫌がる。
他のハロプロメンバーを独特の愛称で呼ぶ。たとえば、松浦亜弥（「あやや」）を「まっつー」、吉澤ひとみ（「よっすぃ〜」）を「よし子」、新垣里沙（「豆」「ガキさん」）を「ニイニイ」、道重さゆみ（「さゆ」「しげさん」）を「ミッチー」と呼んだりしている。
15歳6か月でのソロデビュー曲『愛のバカやろう』で、オリコン初登場1位最年少記録を更新。オリコンシングルランキングでの5名義（「モーニング娘。」、プッチモニ、後藤真希、ごまっとう、DEF.DIVA）での1位獲得数は最多。

## NHK紅白歌合戦
所属していた『モーニング娘。』はもとより、ソロ名義・ユニット参加など様々な形式でNHK紅白歌合戦に出演を果たしている。
第50回（1999年） - 第52回（2001年）
デビュー以来、『モーニング娘。』として『NHK紅白歌合戦』（以下『紅白』）に連続出場した。
第53回（2002年）
『モーニング娘。』を卒業後、「ごまっとう」を結成、「SHALL WE LOVE?」をリリース。当年は、ハロー!プロジェクトとしては後藤の抜けた『モーニング娘。』と、松浦亜弥、藤本美貴が各ソロとして出場となり、後藤のみが出場を逃す結果となった。
第54回（2003年）
「後藤真希」名義での初出場。ただし、自身の楽曲ではなく杏里の往年のヒット曲「オリビアを聴きながら」を歌う。この曲選択は『モーニング娘。』のオーディションで歌った曲ということで「本人の意向」とされている。イントロには「LOVEマシーン」を彷彿とさせるアレンジを用い、曲中の衣装替えでは黒子として安倍なつみら『モーニング娘。』のメンバーを従えて衣装を脱ぐといったパフォーマンスを行った。
第55回（2004年）
ユニット後浦なつみで出場が決定していた。しかし決定直後の11月下旬になって安倍なつみの活動自粛が決定し、安倍は出演辞退、後浦なつみ名義は取り消され、「後藤真希&松浦亜弥」として出場。この時の歌は童謡と二人それぞれの持ち歌である「手を握って歩きたい」「奇跡の香りダンス。」をメドレーにして歌った。結果的に、ソロの持ち歌を初披露することとなった。
第56回（2005年）
DEF.DIVA＆松浦亜弥としての出場が決定。3回目の「初出場」となった。さらに卒業メンバーの1人として、総勢19人での「LOVEマシーン」に参加した。

### 出場歴
本項では後藤真希としての出場のみ表記している。
| 年度/放送回   | 回 | 曲目                                              | 出演順 | 対戦相手     | 備考                 |
| ------------- | -- | ------------------------------------------------- | ------ | ------------ | -------------------- |
| 2003年/第54回 | 初 | 「オリビアを聴きながら」                          | 02/30  | 175R         |                      |
| 2004年/第55回 | 2  | 冬の童謡〜メリークリスマス&ハッピーニュー2005年〜 | 08/28  | nobodyknows+ | 松浦亜弥と合同で出演 |

## ディスコグラフィ

### シングル
| #    | 発売日         | タイトル                           | 規格品番    | 規格品番  | オリコン 最高位 |
| #    | 発売日         | タイトル                           | 初回 限定盤 | 通常盤    | オリコン 最高位 |
| ---- | -------------- | ---------------------------------- | ----------- | --------- | --------------- |
| ※    | 2001年2月14日  | ごちゃまぜLOVE                     |             |           |                 |
| 1st  | 2001年3月28日  | 愛のバカやろう                     | EPCE-5100   | 1位       |                 |
| 2nd  | 2001年9月19日  | 溢れちゃう...BE IN LOVE            | EPCE-5118   | 2位       |                 |
| 3rd  | 2002年5月9日   | 手を握って歩きたい                 | EPCE-5152   | 3位       |                 |
| 4th  | 2002年8月21日  | やる気! IT'S EASY                  | EPCE-5173   | 2位       |                 |
| 5th  | 2002年12月18日 | サン・トワ・マミー/君といつまでも  | PKCP-5015   | 6位       |                 |
| 6th  | 2003年3月19日  | うわさのSEXY GUY                   | PKCP-5018   | 6位       | PKCP-5019       |
| 7th  | 2003年6月18日  | スクランブル                       | PKCP-5022   | PKCP-5023 | 5位             |
| 8th  | 2003年8月27日  | 抱いてよ! PLEASE GO ON             | PKCP-5026   | PKCP-5027 | 4位             |
| 9th  | 2003年11月27日 | 原色GAL 派手に行くべ!              | PKCP-5031   | PKCP-5032 | 3位             |
| 10th | 2004年3月17日  | サヨナラのLOVE SONG                | PKCP-5038   | PKCP-5039 | 5位             |
| 11th | 2004年7月7日   | 横浜蜃気楼                         | PKCP-5041   | PKCP-5042 | 8位             |
| 12th | 2004年11月17日 | さよなら「友達にはなりたくないの」 | PKCP-5046   | PKCP-5047 | 9位             |
| 13th | 2005年7月6日   | スッピンと涙。                     |             | PKCP-5054 | 9位             |
| 14th | 2006年1月25日  | 今にきっと…In My LIFE              | PKCP-5060   | 12位      |                 |
| 15th | 2006年6月7日   | ガラスのパンプス                   | PKCP-5066   | 7位       |                 |
| 16th | 2006年10月11日 | SOME BOYS! TOUCH                   | PKCP-5070   | PKCP-5072 | 5位             |
| 17th | 2007年4月11日  | シークレット                       | PKCP-5082   | PKCP-5084 | 9位             |

#### デジタル・シングル
| #   | 配信日        | 楽曲                             | 備考                                                            |
| --- | ------------- | -------------------------------- | --------------------------------------------------------------- |
| 1st | 2009年1月21日 | Fly away                         | SWEET BLACK feat.MAKI GOTO名義、ミニアルバム『SWEET BLACK』収録 |
| 2nd | 2009年2月25日 | Lady-Rise                        | SWEET BLACK feat.MAKI GOTO名義、ミニアルバム『SWEET BLACK』収録 |
| 3rd | 2009年4月27日 | with…                            | SWEET BLACK feat.MAKI GOTO名義、ミニアルバム『SWEET BLACK』収録 |
| 4th | 2011年7月20日 | What is LOVE/SCANDALOUS          | 5thオリジナル・アルバム『愛言葉(VOICE)』収録                    |
| 5th | 2024年7月31日 | CLAP CLAP                        | 4thミニ・アルバム『prAyer』収録                                 |
| 6th | 2025年6月18日 | チェケラ feat. 花村想太 (Da-iCE) |                                                                 |

#### デュエット・シングル
| #                 | 発売日         | タイトル                 | 規格品番     | 規格品番              | オリコン 最高位 |
| #                 | 発売日         | タイトル                 | CD+DVD       | ドン・キホーテ 限定盤 | オリコン 最高位 |
| ----------------- | -------------- | ------------------------ | ------------ | --------------------- | --------------- |
| 綾小路翔 後藤真希 | 2011年10月19日 | Non stop love 夜露死苦!! | AVC1-48215/B | AVC1-48216/B          |                 |

### アルバム

#### オリジナル・アルバム
| #   | 発売日        | タイトル                  | 規格品番                        | 規格品番            | オリコン 最高位 |
| #   | 発売日        | タイトル                  | 初回限定盤                      | 通常盤              | オリコン 最高位 |
| --- | ------------- | ------------------------- | ------------------------------- | ------------------- | --------------- |
| 1st | 2003年2月5日  | マッキングGOLD①           |                                 | PKCP-5014           | 4位             |
| 2nd | 2004年1月28日 | ②ペイント イット ゴールド | PKCP-5034                       |                     | 4位             |
| 3rd | 2005年2月23日 | 3rdステーション           | PKCP-5049                       | 11位                |                 |
| 4th | 2007年9月19日 | How to use SEXY           | PKCP-5094                       | PKCP-5096           | 18位            |
| 5th | 2011年11月2日 | 愛言葉(VOICE)             | AVCD-38365B～38366C（2CD+2DVD） | AVCD-38363B（+DVD） | 8位             |
| 5th | 2011年11月2日 | 愛言葉(VOICE)             | AVCD-38365B～38366C（2CD+2DVD） | AVCD-38364          | 8位             |

#### ミニ・アルバム
| #   | 発売日        | タイトル    | 規格品番                                                                             | 規格品番            | 規格品番              | オリコン 最高位 |
| #   | 発売日        | タイトル    | 初回限定盤                                                                           | 通常盤              | ドン・キホーテ 限定盤 | オリコン 最高位 |
| --- | ------------- | ----------- | ------------------------------------------------------------------------------------ | ------------------- | --------------------- | --------------- |
| 0   | 2009年9月16日 | SWEET BLACK | RZCD-46279B（+DVD+フォトブック）                                                     | RZCD-46280B（+DVD） |                       | 26位            |
| 1st | 2010年7月28日 | ONE         | AVCD-38120/B（+DVD）                                                                 | AVCD-38121          | AVC1-38146/B（+DVD）  | 10位            |
| 2nd | 2011年1月12日 | Gloria      | AVCD-38203/B（+DVD）                                                                 | AVCD-38204          | AVC1-38205/B（+DVD）  | 12位            |
| 3rd | 2011年5月4日  | LOVE        | AVCD-38283/B（+DVD）                                                                 | AVCD-38284          | AVC1-38285/B（+DVD）  | 17位            |
| 4th | 2024年9月4日  | prAyer      | AVZD-63629/B～C（+BD+7インチアナログレコード+フォトブック+Tシャツ+アクリルスタンド） | AVCD-63630          |                       | 45位            |

#### ベスト・アルバム
| #            | 発売日         | タイトル                                                         | 規格品番           | オリコン 最高位 |
| ------------ | -------------- | ---------------------------------------------------------------- | ------------------ | --------------- |
| 1st          | 2005年12月14日 | 後藤真希 プレミアムベスト①                                       | PKCP-5063          | 10位            |
| コンプリート | 2010年9月22日  | 後藤真希 COMPLETE BEST ALBUM 2001-2007 〜Singles & Rare Tracks〜 | PKCP-5164/5（2CD） | 74位            |

#### シングル・コレクション
| #   | 発売日         | タイトル                                  | 規格品番 | 備考                                                                   |
| --- | -------------- | ----------------------------------------- | -------- | ---------------------------------------------------------------------- |
| 1st | 2004年3月10日  | Maki Goto Special Edition for Hawaii      |          | ハワイツアーの際に現地で発売されたベスト・アルバム。後にFC限定で発売。 |
| 2nd | 2005年12月21日 | Maki Goto 2005 Special Edition for Hawaii |          | ハワイツアーの際に現地で発売されたベスト・アルバム。後にFC限定で発売。 |

### ユニット楽曲
モーニング娘。としての作品はモーニング娘。の作品・出演一覧をそれぞれ参照のこと【7thシングル『LOVEマシーン』（1999年）～15thシングル『Do it! Now』（2002年）】。
| 発売日         | 商品名                                     | 歌                                                                                            | 楽曲 | 備考                                                 |
| -------------- | ------------------------------------------ | --------------------------------------------------------------------------------------------- | --- | ---------------------------------------------------- |
| 1999年11月25日 | ちょこっとLOVE                             | プッチモニ（保田圭・市井紗耶香・後藤真希）                                                    | 「ちょこっとLOVE」 「DREAM & KISS」                                                                                          |                                                      |
| 2000年3月8日   | 赤い日記帳                                 | あか組4（後藤真希・中澤裕子・信田美帆・ダニエル）                                             | 「赤い日記帳」 「Hello!のテーマ」                                                                                            |                                                      |
| 2000年7月26日  | 青春時代1.2.3!/バイセコー大成功!           | プッチモニ（保田圭・後藤真希・吉澤ひとみ）                                                    | 「青春時代1.2.3」 「バイセコー大成功!」                                                                                      |                                                      |
| 2001年2月28日  | BABY! 恋にKNOCK OUT!                       | プッチモニ（保田圭・後藤真希・吉澤ひとみ）                                                    | 「BABY! 恋にKNOCK OUT!」 「ワルツ!アヒルが3羽」                                                                              |                                                      |
| 2001年4月18日  | Together! -タンポポ・プッチ・ミニ・ゆうこ- | プッチモニ（保田圭・後藤真希・吉澤ひとみ）                                                    | 「ちょこっとLOVE（2001 Version）」                                                                                           |                                                      |
| 2001年7月4日   | サマーれげぇ!レインボー                    | 7人祭（平家みちよ・矢口真里・後藤真希・アヤカ・レフア・あさみ・柴田あゆみ）                   | 「サマーれげぇ!レインボー」 「HELLO! また会おうね（7人祭 version）」                                                         |                                                      |
| 2001年11月14日 | ぴったりしたいX'mas!                       | プッチモニ（保田圭・後藤真希・吉澤ひとみ）                                                    | 「ぴったりしたいX'mas!」 「夢の「つ・づ・き」」                                                                              |                                                      |
| 2002年7月3日   | 幸せですか?                                | セクシー8（平家みちよ・矢口真里・後藤真希・石川梨華・吉澤ひとみ・アヤカ・大谷雅恵・里田まい） | 「幸せですか？」 「よくある親子のセレナーデ（セクシー8 Version）」                                                           |                                                      |
| 2002年8月21日  | ぜんぶ! プッチモニ                         | プッチモニ（保田圭・後藤真希・吉澤ひとみ）                                                    | 「負けない 負けたくない」 「ザ★プチモビクス（メドレー Version）」 「ザ★プチモビクス2（メドレー Version）」                   |                                                      |
| 2002年10月23日 | FS3 FOLK SONGS 3                           | 後藤真希                                                                                      | 「卒業写真」 「あなた」 「誰もいない海」 「雨が空から降れば」                                                                |                                                      |
| 2002年10月23日 | FS3 FOLK SONGS 3                           | 後藤真希・中澤裕子                                                                            | 「結婚するって本当ですか」                                                                                                   |                                                      |
| 2002年10月23日 | FS3 FOLK SONGS 3                           | 後藤真希・藤本美貴                                                                            | 「さなえちゃん」 |                                                      |
| 2002年10月23日 | FS3 FOLK SONGS 3                           | 後藤真希・中澤裕子・藤本美貴                                                                  | 「青春時代」 「あの素晴らしい愛をもう一度」                                                                                  |                                                      |
| 2002年11月20日 | SHALL WE LOVE?                             | ごまっとう（後藤真希・松浦亜弥・藤本美貴）                                                    | 「SHALL WE LOVE?」 「SHALL WE LOVE?（Cool groove mix）」 「SHALL WE LOVE?（Airly healing mix）」                             |                                                      |
| 2002年12月18日 | プッチベスト3                              | ビーナスムース（飯田圭織・矢口真里・後藤真希・吉澤ひとみ）                                    | 「女神〜Mousseな優しさ〜」                                                                                                   | 江崎グリコ「ムースポッキー」TV-CMソング              |
| 2003年3月26日  | No.5                                       | ビーナスムース（飯田圭織・矢口真里・後藤真希・吉澤ひとみ）                                    | 「女神〜Mousseな優しさ〜(Original Long Ver.)」                                                                               | 江崎グリコ「ムースポッキー」TV-CMソング              |
| 2003年3月26日  | No.5                                       | モーニング娘。とハロー!プロジェクト・キッズ＋後藤真希                                         | 「がんばっちゃえ!」 | 映画「仔犬ダンの物語」主題歌                         |
| 2004年2月25日  | FS5 卒業                                   | 後藤真希                                                                                      | 「いい日旅立ち」 |                                                      |
| 2004年2月25日  | FS5 卒業                                   | 中澤裕子・安倍なつみ・保田圭・後藤真希・松浦亜弥・カントリー娘。                              | 「ぼくの好きな先生」 |                                                      |
| 2004年10月6日  | 恋愛戦隊シツレンジャー                     | 後浦なつみ（安倍なつみ・後藤真希・松浦亜弥）                                                  | 「恋愛戦隊シツレンジャー」 「LOVE LIKE CRAZY」                                                                               |                                                      |
| 2004年12月22日 | プッチベスト5                              | 後浦なつみ（安倍なつみ・後藤真希・松浦亜弥）                                                  | 「LOVE LIKE CRAZY（Smooth Jazzy Mix）」                                                                                      |                                                      |
| 2005年10月19日 | 好きすぎて バカみたい                      | DEF.DIVA（安倍なつみ・後藤真希・石川梨華・松浦亜弥）                                          | 「好きすぎて バカみたい」 「好きすぎて バカみたい（CRAZY J-G JAZZ リミックス）」 「好きすぎて バカみたい（女王リミックス）」 |                                                      |
| 2006年         | LET'S GO 楽天イーグルス                    | DEF.DIVAと楽天イーグルス応援隊                                                                | 「LET'S GO 楽天イーグルス」                                                                                                  | プロ野球東北楽天ゴールデンイーグルス2006年公式応援歌 |
| 2006年12月20日 | プッチベスト7                              | モーニング娘｡・DEF.DIVA・Berryz工房                                                           | 「Ready Go!」 | バレーボール世界選手権2006年オフィシャルテーマソング |
| 2007年1月24日  | 僕らが生きる MY ASIA                       | モーニング娘。誕生10年記念隊（飯田圭織・安倍なつみ・後藤真希・新垣里沙・久住小春）            | 「僕らが生きる MY ASIA」 「十年愛」                                                                                          |                                                      |
| 2007年8月8日   | 愛しき悪友へ                               | モーニング娘。誕生10年記念隊（飯田圭織・安倍なつみ・後藤真希・新垣里沙・久住小春）            | 「愛しき悪友へ」 「未知なる未来へ」                                                                                          |                                                      |

### その他楽曲
| 発売日        | 商品名                    | 歌                                        | 楽曲                             | 備考 |
| ------------- | ------------------------- | ----------------------------------------- | -------------------------------- | ---- |
| 2009年2月18日 | Believe in LOVE feat. BoA | ravex feat.MAKI GOTO                      | 「Golden LUV feat. MAKI GOTO」   |      |
| 2009年4月8日  | Ruby                      | SWEET BLACK feat.MAKI GOTO                | 「Fly away（House Nation Mix）」 |      |
| 2009年7月29日 | CRAZY IN LOVE             | DJ MAYUMI feat.MAKI GOTO with FALCO&SHINO | 「CRAZY IN LOVE」                |      |
| 2009年8月5日  | Aquamarine                | SWEET BLACK feat.MAKI GOTO                | 「Plastic Lover（Club Mix）」    |      |

### 韓国発売CD
1. Goto Maki/G-Emotion/Single Collection(3cd+1dvd) I〜V（I、II：2006年11月17日、III：2006年12月21日、IV：2007年1月24日、V：2007年2月27日）
  - 「愛のバカやろう」から「ガラスのパンプス」までのシングルを3枚ずつ1パッケージにして、それぞれのPVを収録したDVDを付属させたもの。内容はパッケージデザインの細部以外は日本国内で発売されたシングルのものとほぼ同じ。プレミアムベスト①と同様、PONY CANYON KOREAからの発売。「韓国限定発売で日本への輸出を禁止する」と表示しているサイトもあるが、韓国製品販売サイトで普通に購入できるので、その点は有名無実。DVDのリージョンは3で、日本国内では視聴できないはずだが、普通に問題なく再生できる。（ただしシングルVのメイキング、PVの別バージョン等は多くが割愛されていて未収録であることに注意）

### 映像作品

#### シングルV
| 枚   | 発売日         | タイトル                                        | 規格品番   | オリコン 最高位 |
| ---- | -------------- | ----------------------------------------------- | ---------- | --------------- |
| 1st  | 2003年2月5日   | シングルV「サン・トワ・マミー/君といつまでも」  | PKBP-5003  | 位              |
| 2nd  | 2003年3月19日  | シングルV「うわさのSEXY GUY」                   | PKBP-5005  |                 |
| 3rd  | 2003年6月18日  | シングルV「スクランブル」                       | PKBP-5008  |                 |
| 4th  | 2003年8月27日  | シングルV「抱いてよ! PLEASE GO ON」             | PKBP-5010  |                 |
| 5th  | 2003年11月27日 | シングルV「原色GAL 派手に行くべ!」              | 単品未発売 |                 |
| 6th  | 2004年3月17日  | シングルV「サヨナラのLOVE SONG」                | PKBP-5015  |                 |
| 7th  | 2004年7月7日   | シングルV「横浜蜃気楼」                         | PKBP-5020  |                 |
| 8th  | 2004年11月17日 | シングルV「さよなら「友達にはなりたくないの」」 | PKBP-5024  |                 |
| 9th  | 2005年7月21日  | シングルV「スッピンと涙。」                     | PKBP-5033  |                 |
| 10th | 2006年2月1日   | シングルV「今にきっと…In My LIFE」              | PKBP-5042  |                 |
| 11th | 2006年6月21日  | シングルV「ガラスのパンプス」                   | PKBP-5049  |                 |
| 12th | 2006年10月25日 | シングルV「SOME BOYS! TOUCH」                   | PKBP-5055  |                 |
| 13th | 2007年4月25日  | シングルV「シークレット」                       | PKBP-5071  |                 |

#### PV集
| 枚  | 発売日         | タイトル                      | 規格品番  | オリコン 最高位 |
| --- | -------------- | ----------------------------- | --------- | --------------- |
| 1st | 2003年12月10日 | 後藤真希 シングルVクリップス① | PKBP-5012 | 位              |

#### ライブ映像
|      | 発売日         | タイトル                                                        | 規格品番   | オリコン 最高位 |
| ---- | -------------- | --------------------------------------------------------------- | ---------- | --------------- |
| 1st  | 2003年7月24日  | 後藤真希ファーストコンサートツアー2003春〜ゴー!マッキングGOLD〜 | PKBP-5009  | 位              |
| 2nd  | 2004年2月25日  | 後藤真希コンサートツアー2003秋 〜セクシー!マッキングGOLD〜      | PKBP-5014  | 位              |
| 3rd  | 2004年9月15日  | 後藤真希コンサートツアー2004春〜真金色に塗っちゃえ!〜           | PKBP-5023  |                 |
| 4th  | 2005年1月26日  | 後藤真希コンサートツアー2004秋〜あゝ真希の調べ〜                | PKBP-5027  | 位              |
| 5th  | 2006年1月18日  | 後藤真希 CONCERT TOUR 2005 AUTUMN 〜はたち〜                    | PKBP-5040  | 位              |
| 6th  | 2006年7月5日   | ハロ☆プロ パーティ〜!2006 〜後藤真希キャプテン公演〜            | PKBP-5051  | 位              |
| 7th  | 2006年10月11日 | 後藤真希 SECRET LIVE at STUDIO COAST                            | PKBP-5054  | 位              |
| 8th  | 2007年2月21日  | 後藤真希 LIVE TOUR 2006〜G-Emotion〜                            | PKBP-5063  | 位              |
| 9th  | 2007年11月28日 | 後藤真希 LIVE TOUR 2007 G-EmotionII 〜How to use SEXY〜         | PKBP-5093  | 位              |
| 10th | 2012年3月7日   | G-Emotion FINAL 〜for you〜                                     | AVBD-91923 | 位              |

#### その他ライブ映像
- FOLK SONGS 3 LIVE（2003年2月26日）
- ハロ☆プロ オンステージ!2007『Rockですよ!』（2007年4月25日）
- avex ALL CAST SPECIAL LIVE（2008年11月26日）
- a-nation'09 BEST HIT LIVE（2009年11月18日）
- a-nation for Life BEST HIT LIVE（2011年12月21日）
- ドリーム モーニング娘。スペシャルLIVE 2012 日本武道館〜第一章 終幕「勇者タチ、集合セョ」〜（2012年6月20日、スペシャルゲスト）

### 作詞
- 第0枚ミニアルバム『SWEET BLACK』収録曲
  - Lady-Rise
  - Candy
  - Mine with KEN THE 390（KEN THE 390と共同作詞）
  - Fly away
  - with…
- 第1枚ミニアルバム『ONE』
  - 華詩 -hanauta-
- 第3枚ミニアルバム『LOVE』収録曲
  - 「ねぇ、、、」
  - lalala
  - 会いたい
  - your song
- 第5枚アルバム『愛言葉(VOICE)』収録曲
  - YOU（leonnと共同作詞）
  - 月影（森月キャスと共同作詞）
  - Believe

### 所属ユニット
全て、ハロー!プロジェクト在籍時のもの。
- モーニング娘。（1999年加入 - 2002年卒業）
- プッチモニ（1999年 - 2002年卒業）
- シャッフルユニット
  - あか組4（2000年）
  - 7人祭（2001年）
  - セクシー8（2002年）
  - H.P.オールスターズ（2004年）
- ビーナスムース（2002年）（モーニング娘。卒業まで）
- ごまっとう（2002年）
- Gatas Brilhantes H.P.(2003年 - 2005年)
- 後浦なつみ（2004年 - 2005年）
- DEF.DIVA（2005年 - 2007年）
- モーニング娘。誕生10年記念隊（2007年）

## 公演

### コンサート
- 後藤真希ファーストコンサートツアー2003春〜ゴー!マッキングGOLD〜（2003年4月13日 - 6月20日）
記念すべき初公演は、幼少期からの馴染みの街・市川市にある市川市文化会館。
- 後藤真希コンサートツアー2003秋〜セクシー!マッキングGOLD〜（2003年9月6日 - 12月7日）
- 後藤真希コンサートツアー2004春〜真金色に塗っちゃえ!〜（2004年4月10日 - 6月27日）
- 後藤真希コンサートツアー2004秋〜あゝ真希の調べ〜（2004年9月4日 - 11月20日）
江戸川区での凱旋公演が含まれていた。
- 後浦なつみコンサートツアー2005春「トライアングルエナジー」（2005年4月10日 - 5月8日）
- 後藤真希コンサートツアー2005秋〜はたち〜（2005年9月23日 - 11月27日）
- ハロ☆プロ パーティー!2006 〜後藤真希 キャプテン公演〜（2006年4月8日 - 5月7日）
- コープサービス主催 ハロ☆プロ パーティー!2006 〜後藤真希 キャプテン公演〜（2006年5月13日 - 6月25日）
- 後藤真希 LIVE TOUR 2006 〜G-Emotion〜（2006年10月14日 - 11月25日）
2006年11月19日、韓国公演（後藤真希 LIVE TOUR 2006 G-Emotion in SEOUL）を同ツアーの一環として開催。
- ハロ☆プロ オンステージ!2007 『Rockですよ!』（2007年2月9日 - 18日）
- 後藤真希 LIVE TOUR 2007 G-EmotionII 〜How to use SEXY〜（2007年9月15日 - 10月28日）
- a-nation'08（2008年8月24日、大阪公演 / 31日、東京公演）
- a-nation'09（2009年8月15日、愛知公演 / 23日、東京公演 / 30日、大阪公演）
- a-nation'10（2010年8月7日、愛媛公演 / 14日、愛知公演 / 22日、大阪公演 / 29日、東京公演）
- a-nation for life（2011年7月30日、愛媛公演 / 8月6日、愛媛公演 / 13日、愛知公演 / 20日、大阪公演 / 27日、東京公演）
- 後藤真希 LIVE G-Emotion Final 〜for you〜（2011年12月4日、幕張メッセ）
- Hello! Project 20th Anniversary!! Hello! Project 2018 SUMMER 〜ONE FOR ALL〜（2018年8月25日、中野サンプラザ、昼公演） - ゲスト出演[48]
- 後藤真希 20th Anniversary SPECIAL ONLINE EVENT（2020年12月20日）
- 後藤真希 Billboard Live 〜Reply〜（2021年12月5日 - 2022年3月10日）
- 後藤真希 LIVE TOUR 2022 『歌ってみた~Songs of You and Me！~』（2022年9月10日 - 9月23日）

### ミュージカル・舞台
- けん&メリーのメリケン粉オンステージ!（2003年）
- サヨナラのLOVE SONG（2004年）
- 2007 劇団シニアグラフィティ第4回公演 ハロプロ篇 後藤真希座長公演〜昭和歌謡シアター『横須賀ストーリー』〜（2007年）

### ハロー!プロジェクトファンクラブ限定イベント
- 後藤真希ファンクラブツアー in ハワイ（2004年3月25日 - 31日、2005年12月21日 - 27日）
- ハロー!プロジェクト ファンクラブ限定イベント（2005年4月11日 - 13日、5月15日・21日・22日・28日・29日、パシフィックヘブン）
- カジュアルディナーショー（2005年8月13日・14日・20日・21日、9月11日・12日、10月13日・14日・15日、広尾ラ・クロシェット）
- 後藤真希ファンの集い（ファンクラブ限定イベント）（2005年6月11日・19日、2006年12月9日・10日）

## 出演

### テレビドラマ
- マリア（2001年、TBS） - 坂本陽世 役
- 伊豆の踊り子（2002年1月、TBS） - かおる 役
- やんパパ（2002年、TBS系） - 風見薫子 役
- R.P.G.〜作られた家族の秘密〜（2003年、NHK総合テレビ、BS-hi） - 所田一美 役
- 大河ドラマ 義経（2005年、NHK総合テレビ・BS1・BS-hi） - 能子 役
- 松本清張スペシャル・指 スターになりたい!他人を蹴落とし誰とでも寝るわ…（2006年、日本テレビ系） - 福江弓子 役

### その他のテレビ番組
- MelodiX!スペシャル2018（2018年12月27日、テレビ東京） - MC
- 相葉雅紀の人生クイズ〜クイズ監修バカリズム〜（2022年11月3日、テレビ東京） - 観覧ゲスト

### Webドラマ
- 新感覚ドラマ「道徳女子短大 エコ研」第2話「39℃」（2006年8月2日 - 10月2日、インターネット放送GyaO） - 真希 役

### 映画
- ピンチランナー（2000年、東映） - 長谷川さなえ 役
- ナマタマゴ（2002年、マイタウン デジタル映画 プロジェクト）
- 仔犬ダンの物語（2002年、東映）
- 青春ばかちん料理塾（2003年、東映） - 小暮瞳 役
- Promise Land〜クローバーズの大冒険〜（2004年7月17日 - 9月5日、フジテレビお台場冒険王2004にて）

### ラジオ
- ごまっとうサンタがやってきた特番（2002年12月、ニッポン放送）
- MBSヤングタウン土曜日（2003年4月19日 - 2007年9月22日、毎日放送） - 準レギュラー
- 後藤真希のオールナイトニッポン（2004年3月19日、ニッポン放送）
- 後藤真希のマッキンキンRADIO（2004年4月、2005年2月、JFN系列）
- TBC FUNふぃーるど・モーレツモーダッシュ（2005年7月11日 - 22日・10月10日 - 21日・12月5日 - 16日、東北放送）
- SWEET BLACK Girls（2009年1月5日 - 9月30日、J-WAVE）

### インターネット番組
- The moving Radio 後藤真希の今日もごっつぁんです（2005年3月18日 - 2006年8月25日、ハロー!プロジェクト on フレッツ）
- 第6回ハロプロビデオチャット（2005年4月22日、ハロー!プロジェクト on フレッツ）

### CM
- ライオン「Ban」（2003年 - 2004年）
- ロート製薬「ロートZiːφNEW」
- ポッカサッポロフード&ビバレッジ「ポッカコーヒー」『ポッカコーヒーオリジナルプロモーション缶』第2弾（2003年3月18日 - 6月（期間限定。約3ヶ月販売））※漫画家江口寿史による描きおろし似顔絵イラスト「ゴマキ缶」として発売（同時期には志村けん・佐々木主浩）[49]
- カプコン「モンスターハンターポータブル3rd HD」（2011年）
- G123.jp「ビビッドアーミー」『ゴマキのゴカイ-暇つぶしバトル-』篇・『ビビアミダンス』篇（2020年10月7日 - ） - アンバサダーに就任[50]
- オージオ オールインワンスキンケア「ビューティーオープナージェル」（2020年12月24日 - ）[51]
- モブキャストゲームス「幽☆遊☆白書 GENKAIバトル魂（スピリッツ）」（2021年）[52]
- トレンダーズ「MimiTV」（2023年3月 - ） - アンバサダーに就任[53]

### DVD/VHS（テレビ、映画、ミュージカル他）
- つんくタウンFILMSプレゼンツ ナマタマゴ（2002年5月15日）
- ハロー!モーニング。ハロモニ。劇場「バスがくるまで」vol.1（2003年4月23日）
- ハロー!モーニング。ハロモニ。劇場「バスがくるまで」vol.2（2003年4月23日）
- ハロー!モーニング。ハロモニ。劇場「バスがくるまで」vol.3（2003年5月14日）
- ハロー!モーニング。ミニモニ。ぴょ〜ん星人&ゴマキペンギン物語（2003年5月14日）
- ミュージカル けん&メリーのメリケン粉オンステージ!（2003年5月21日）
- ごっちんのメール日記&お料理教室〜メイキングオブ「青春ばかちん料理塾」（2003年10月21日）
- ハロー!モーニング。ハロモニ。劇場vol.4「昼下がりのモーママたち&バスがくるまで」（2003年12月26日）
- ハロー!モーニング。ハロモニ。劇場vol.5「駅前交番物語&医者が来るまで…」（2003年12月26日）
- 青春ばかちん料理塾（2004年4月07日）
- ハロー!モーニング。ミニモニ。四休さん（2004年6月30日）
- ハロー!モーニング。ハロモニ。劇場vol.6「駅前交番物語」（2004年7月28日）
- ハロー!モーニング。ハロモニ。劇場vol.7「駅前交番物語 特別編」（2004年7月28日）
- アロハロ! 後藤真希DVD（2004年8月04日）
- ハロー!モーニング。ハロモニ。劇場vol.8「公園通り三丁目」（2005年12月21日）
- ハロー!モーニング。ハロモニ。劇場vol.9「公園通り三丁目&三丁目飯店」（2005年12月21日）
- アロハロ!2 後藤真希DVD（2006年3月29日）
- ハロー!モーニング。ハロモニ。劇場vol.10「駅前広場にて」（2007年2月28日）

### 声優
- アニメ映画『劇場版 とっとこハム太郎 ハムハムハムージャ! 幻のプリンセス』（2002年） - ゴハム 役
- ゲーム『モンスターハンター4』（ONE、2013年）[54]
- TVアニメ『モンスターハンター ストーリーズ RIDE ON』第8話（2016年） - モカ 役

## 書籍

### 写真集
- 後藤真希（2001年11月6日、ワニブックス、撮影：久保田昭人）ISBN 978-4847026799 - モーニング娘。ソロ写真集シリーズ
- maki（2003年3月21日、ワニブックス、撮影：西田幸樹）ISBN 978-4847027543
- more maki（2003年6月1日、ワニブックス）ISBN 978-4847027635
- PRISM（2004年4月24日、ワニブックス、撮影：沢渡朔）ISBN 978-4847028014
- アロハロ!（2004年7月23日、角川書店、撮影：川田洋司）ISBN 978-4048942560
- Dear…（2005年4月26日、ワニブックス、撮影：西田幸樹）ISBN 978-4847028557
- FOXY FUNGO（2006年8月21日、ワニブックス、撮影：西田幸樹）ISBN 978-4847029509
- go to natura...（2011年11月27日、ワニブックス、撮影：西田幸樹）ISBN 978-4847044076
- ramus（2021年11月29日、講談社、撮影：菊池泰久）ISBN 978-4065265987
- flos（2024年11月29日、講談社、撮影：菊池泰久）ISBN 978-4065359532[注 12]

ライブ写真集
- 後藤真希写真集 - 後藤真希 in Hello! Project2003夏（2003年9月30日、竹書房）ISBN 978-4812413685
- 「青春ばかちん料理塾」&「17才〜旅立ちのふたり」ビジュアルブック（2003年8月13日、講談社）ISBN 978-4063645231
- 後藤真希 in Hello! Project 2004 Winter（2004年3月13日、竹書房） ISBN 978-4812415955
- Maki Goto Photobook Concert Tour '04 Spring 〜真金色に塗っちゃえ!〜（2004年6月30日、竹書房）ISBN 978-4812417270
- 後藤真希 in Hello! Project 2004 summer（2004年9月29日、竹書房）ISBN 978-4812418376
- 後浦なつみライブ写真集「TRIANGLE ENERGY」（2005年7月6日、竹書房） ISBN 978-4812422496
- 後藤真希+メロン記念日 Hello!Project2005夏の歌謡ショー - 05’セレクション!コレクション!（2005年10月27日、大誠社）ISBN 978-4902577068
- 後藤真希&松浦亜弥 Hello! Project 2006 Winter 全員集go!（2006年4月7日、竹書房) ISBN 978-4812426760

### アーティストブック
- 99の後藤真希（能地祐子、2003年9月23日、ソニー・マガジンズ）ISBN 978-4789720670
- 19992004後藤真希クロニクル（能地祐子、2005年4月1日、竹書房）ISBN 978-4812420805

### レシピ本
- 後藤真希の満足おうちごはん（2015年11月26日、宝島社）[56]

### エッセイ
- 今の私は（2018年10月5日、小学館）ISBN 978-4093886475[57][58]